# Instituto de Altos Estudos Latino-Americanos
O IHEAL (sigla em francês de Institut des hautes études de l’Amérique latine) é um centro de investigação e ensino da Universidade Sorbonne Nouvelle – Paris 3, dedicado ao estudo da América Latina.Foi fundado em maio de 1954 pelo geógrafo Pierre Monbeig. O IHEAL colabora estreitamente com a unidade de investigação CREDA (Centro de Investigação e Documentação sobre as Américas), que depende do Centre national de la recherche scientifique (CNRS) e da Paris 3. As áreas de investigação incluem: análise do mundo contemporâneo latino-americano e norte-americano; transformações territoriais; atores sociais; mudanças culturais, políticas e jurídicas na região.

## História
Entre 1956 e 2019, o instituto esteve localizado na rue Saint-Guillaume, no 7.º arrondissement de Paris. Atualmente, encontra-se no Campus Condorcet, em Aubervilliers, como parte da “Cité des humanités et des sciences sociales” (Cidade das Humanidades e Ciências Sociais). O diretor atual é o sociólogo de origem uruguaia Denis Merklen. Entre os diretores anteriores destacam-se: a antropóloga Capucine Boidin (2019–2022); o historiador Olivier Compagnon (2015–2019); o geógrafo Sébastien Velut (2011–2015); a socióloga Polymnia Zagefka; o ex-ministro da Educação Jean-Michel Blanquer (1998–2004); o politólogo Georges Couffignal (1993–1998); assim como Jacques Chonchol e Christian Gros (1982–1993).

## Coleção Pierre Monbeig
A biblioteca do instituto, criada em 1956 e nomeada em homenagem a Pierre Monbeig, é a mais completa e especializada em França sobre a América Latina e o Caribe. Abrange publicações nas áreas de história, antropologia, sociologia, política, artes e literatura, sendo também a mais abrangente em temas relacionados com o Haiti em todo o país. A biblioteca está associada à Biblioteca Nacional da França e à Sorbonne Nouvelle. Além de livros, possui mapas, monografias, revistas, artigos e teses, totalizando mais de 100.000 volumes e 1.700 revistas. Atualmente, está alojada na “Humathèque” do Campus Condorcet.

## Níveis de Estudo
Especialidades: ciência política, história, economia, geografia, sociologia e antropologia.
- Licenciatura: Estudos Internacionais com opção em Estudos Latino-Americanos.
- Diploma Universitário: Diploma em Estudos Latino-Americanos (DELA).
- Mestrado:
  - Ciências Sociais, Cooperação e Desenvolvimento na América Latina (Mestrado 1 / Mestrado 2).
  - Mestrado em Ciências Sociais sobre a América Latina.
  - Mestrado em Desenvolvimento e Cooperação na América Latina.
  - Mestrado “Latin America and Europe in a Global World” (LAGLOBE).
  - Doutoramento: mono ou pluridisciplinar.

## CREDA
O CREDA (sigla em francês de Centro de Investigação e Documentação sobre as Américas) é uma unidade mista de investigação especializada nas ciências sociais das Américas. Está sob a tutela conjunta da Sorbonne Nouvelle e do CNRS. Trabalha em estreita colaboração com o IHEAL, sendo responsável pelas publicações, cooperação europeia e internacional, bem como pelos departamentos de comunicação, promoção científica e informática. Atualmente, o CREDA conta com 35 membros permanentes e 75 doutorandos da Escola Doutoral 122 da Sorbonne Nouvelle (“Europa Latina, América Latina”), além de 4 funcionários administrativos.